# Red Eye
Red Eye è un film thriller del 2005, diretto da Wes Craven.

## Trama
Lisa è la dirigente di un albergo di lusso di Miami in trasferta a Dallas. Il volo notturno (red-eye flight) che dall'aeroporto di Dallas-Love dovrebbe riportarla a casa subisce un ritardo e, nell'attesa, Lisa fa la conoscenza dell'affascinante Jackson, il suo vicino di posto. Una volta imbarcati, quest'ultimo le rivela di far parte di una cellula terroristica che vuole assassinare il vicesegretario della Sicurezza Interna degli Stati Uniti, che dovrebbe soggiornare il giorno dopo nell'albergo dove lavora Lisa. Jackson le intima di telefonare in albergo e usare la sua posizione di dirigente per cambiare la suite dove alloggerà il vicesegretario con una più favorevole per l'attentato, con la minaccia che, se rifiuterà, lui telefonerà a un sicario appostato fuori dalla casa del padre di Lisa, ordinandogli di ucciderlo.
Lisa cerca inutilmente di attirare l'attenzione delle assistenti di volo e gli altri passeggeri, prima di arrendersi e cedere al ricatto. Soddisfatto, Jackson le assicura che darà ordine di risparmiare suo padre non appena informato del successo del piano, ma si lascia sfuggire che anche la famiglia del Vicesegretario morirà nell'attentato. La consapevolezza di queste vittime collaterali riscuote Lisa dalla rassegnazione: appena atterrati, pugnala Jackson alla gola con una penna a sfera e lo semina nell'aeroporto di Miami. Grazie al suo avviso tempestivo, fa evacuare il vicesegretario e la sua famiglia prima che un missile Javelin sparato dai terroristi si abbatta sulla suite. Lisa riesce ad arrivare in tempo a casa per salvare suo padre dal sicario, venendo poi sorpresa da Jackson, furioso per la mancata riuscita del suo piano: sopraffatta, Lisa viene salvata a sua volta dal padre, che spara e ferisce Jackson.

## Accoglienza
Il film ha incassato 57,9 milioni di dollari negli Stati Uniti e in Canada e 37,7 milioni nel resto del mondo, per un incasso complessivo di 95,6 milioni di dollari, a fronte di un budget di 26 milioni.

## Riconoscimenti
- 2006 – MTV Movie Awards
  - Candidatura per la miglior performance a Rachel McAdams
- 2006 – Saturn Award
  - Candidatura per il miglior film d'azione/di avventura/thriller
  - Candidatura per la miglior attrice protagonista a Rachel McAdams
  - Candidatura per il miglior attore non protagonista a Cillian Murphy
- 2006 – Teen Choice Awards
  - Miglior film thriller
  - Candidatura per il miglior urlo a Rachel McAdams
  - Candidatura per il miglior cattivo a Cillian Murphy
- 2006 – Golden Trailer Awards
  - Candidatura per il miglior thriller
- 2005 – Hollywood Film Festival
  - Miglior attrice rivelazione a Rachel McAdams
- 2005 – Irish Film and Television Award
  - Candidatura per il miglior attore protagonista a Cillian Murphy